# Mikel Nieve
Mikel Nieve (* 26. května 1984) je španělský profesionální silniční cyklista jezdící za UCI ProTeam Caja Rural–Seguros RGA.

## Kariéra
Mikel Nieve se stal profesionálem v roce 2008, kdy závodil za tým Orbea-Oreka SDA. Ve své první profesionální sezoně prakticky nic neukázal. Pro rok 2009 změnil tým a přestoupil do známějšího baskického týmu Euskaltel-Euskadi. První úspěšnou sezonu zaznamenal v roce 2010, kdy vyhrál šestnáctou etapu na Vuelta a España a v celkové klasifikaci skončil desátý. Na konci sezony dojel sedmý v populární klasice Il Lombardia. V roce 2011 skočil desátý na Giro d'Italia a vyhrál patnáctou etapu. Na Vueltě v tomto roce skočil znovu desátý. Další sezonu skončil znovu desátý k tomu přidal páté místo na známém týdenním závodě Kolem Švýcarska. Rok 2013 byl jeho posledním v týmu Euskaltel-Euskadi, který tento rok zanikl. Pro rok 2014 přestoupil do týmu Sky. V novém týmu vyhrál etapu na Criterium du Dauphiné a celkově skončil osmý. Velice dobře jel i na Tour de France, kdy po odstoupení lídra týmu Sky Chrise Frooma a trápení náhradního lídra Richieho Porta se několikrát dostal do úniku a vysloužil si i cenu největšího bojovníka v osmnácté královské etapě přes Tourmalet a Huatacam.

## Úspěchy
2008
3. místo Cinturó de l'Empordà
2009
7. místo Trofeo Inca
7. místo Vuelta a Mallorca
2010
4. místo Trofeo Inca
7. místo Il Lombardia
10. místo Vuelta a España a 1. místo v šestnácté etapě
2011
8. místo Gran Premio Llodio
10. místo Giro d'Italia a 1. místo v patnácté etapě
10. místo Vuelta a España
10. místo Vuelta a Burgos
2012
5. místo Kolem Švýcarska
10. místo Giro d'Italia
2013
4. místo Clásica de San Sebastián
2014
8. místo Critérium du Dauphiné a 1. místo v osmé etapě
10. místo Tirreno-Adriatico
23. místo na Tour de France a největší bojovník 18.etapy

## výsledky na Grand Tour
| Grand Tour | 2010 | 2011 | 2012 | 2013 | 2014 |
| ---------- | ---- | ---- | ---- | ---- | ---- |
| Giro       | —    | 10   | 10   | —    | —    |
| Tour       | —    | —    | —    | 12   | 18   |
| Vuelta     | 10   | 10   | —    | 23   | 12   |